# Tobiasregistret
Tobiasregistret är det svenska registret för givare av blodstamceller och består av personer i Sverige som har anmält sig, skickat in ett salivprov för analys och sagt ja till att donera blodstamceller om en sjuk patient skulle ha behov av just deras blodstamceller. Registret är uppkallat efter Tobias Storch som dog 17 år gammal i aplastisk anemi i väntan på en passande donator år 1991. Initiativtagare till Tobiasregistret var Tobias föräldrar Gunilla och Marcus Storch som donerade pengar till Tobiasstiftelsen 1992. Tobiasregistret är en icke vinstdrivande verksamhet som ägs och administreras av Region Stockholm.
Omkring var tredje patient som behöver en stamcellstransplantation hittar en matchande donator inom familjen. Alla andra måste hitta en obesläktad donator. En donator måste ha liknande HLA-antigener som patienten. HLA-antigener, likt alla proteiner, kodas i en individs DNA. Man undersöker därför i första hand huruvida en obesläktad donators DNA har acceptabelt matchande HLA-antigener med recipienten. Har man dåligt matchande HLA-typer kan det donerade immunförsvaret angripa mottagarens vävnader. En donation av stamceller med dåligt matchande HLA-typer är därmed till ingen nytta. Det finns flera miljoner HLA-typer. Några är vanligare medan andra är mer eller mindre sällsynta. Vissa HLA-typer kan vara vanliga i ett land och ovanliga i ett annat. Ungefär 30 procent hittar ingen matchande givare.
I Tobiasregistret fanns i augusti 2025 drygt 266 000 potentiella givare av blodstamceller. Motsvarande register finns i många länder och globalt finns 43 miljoner donatorer registrerade. Registren samverkar internationellt. Sedan bildandet har mer än 1500 personer i Tobiasregistret donerat blodstamceller till sjuka personer i Sverige eller utomlands.
För att gå med i Tobiasregistret behöver man vara mellan 16 och 35 år, fullt frisk, bo i Sverige, ha ett svenskt personnummer samt väga minst 50kg och max 40 i BMI.